# Dialetto merciano
Il merciano è stato un dialetto dell'inglese antico parlato nel regno di Mercia, che corrisponde grossomodo alle Midlands d'Inghilterra. Assieme al dialetto northumbriano, era uno dei due dialetti d'Anglia. Gli altri due dialetti dell'inglese antico erano il kentiano e il sassone occidentale. Ciascuno di questi dialetti era associato a un regno indipendente dell'isola. Di questi, tutta la Northumbria e la maggior parte della Mercia furono sgominate dai Vichinghi durante il IX secolo. Parte della Mercia e tutto il Kent furono difesi con successo ma furono poi incorporati nel regno del Wessex. A causa della centralizzazione del potere e delle invasioni vichinghe, non c'è pressoché alcuna evidenza scritta che provi lo sviluppo di dialetti fuori dal Wessex dopo l'unificazione di Alfredo il Grande, fino al periodo della lingua inglese media.